# Mazda 323 GTX

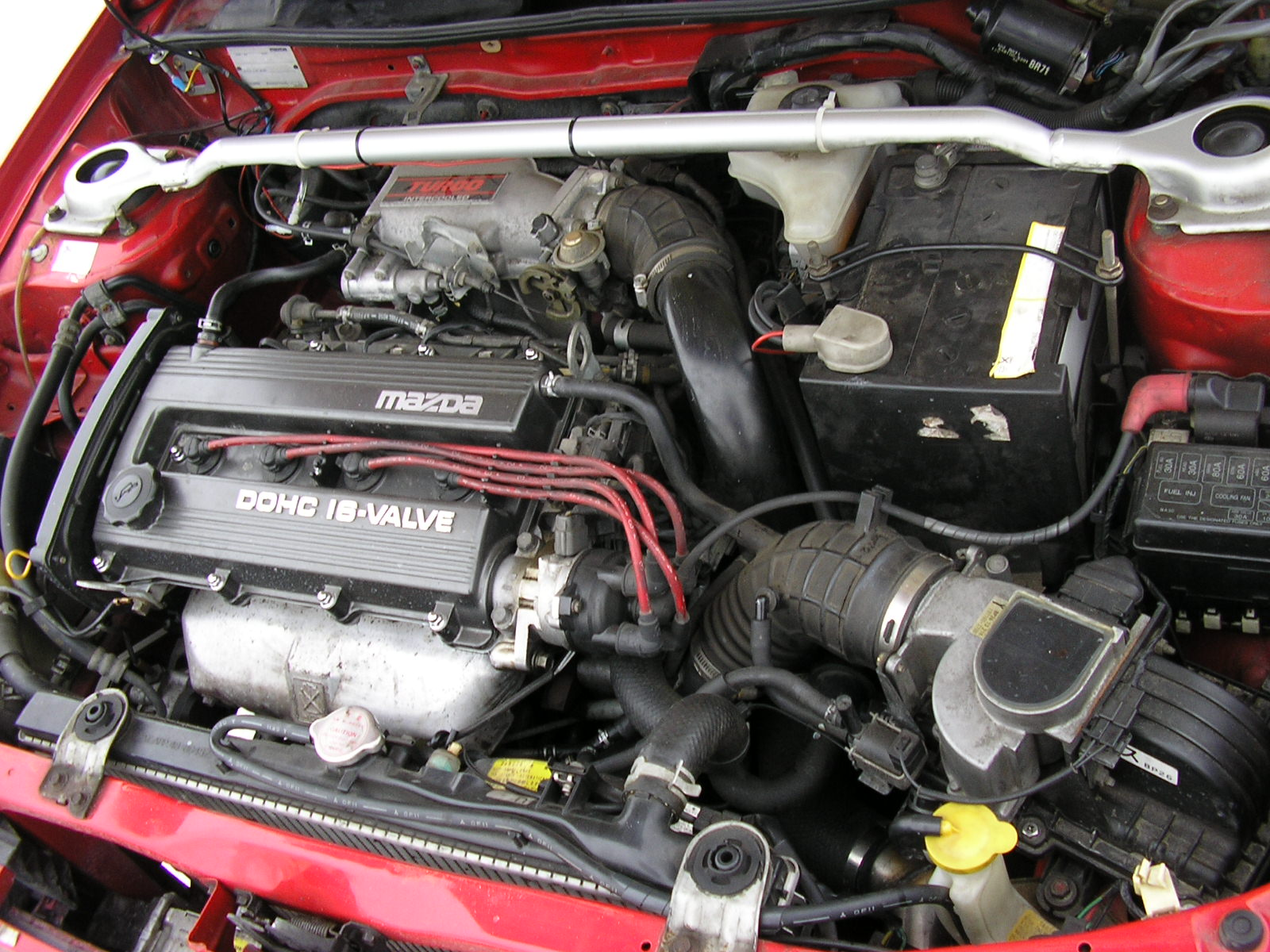
Mazda 323 GTX IV generacja – silnik

Mazda 323 GTX – samochód osobowy marki Mazda.
Jest to sportowa odmiana modelu 323. Pierwszą wersję 323 GTX w karoserii BD zaprezentowano w 1980 roku. Napędzana była przez silniki o pojemności 1600 cm³ i była wyposażona w turbosprężarkę VJ-9. W roku 1986 zaprezentowano kolejną wersję w karoserii BF. Wersja ta była produkowana do 1989 roku, kiedy zastąpiono ją już III generacją Mazdy 323. W latach 1986–1989 Mazda 323 GTX była wyposażona w silnik o pojemności 1598 cm³ oraz 3 rodzaje turbosprężarek: VJ-9, VJ-13, VJ-14. Silnik osiągał moc maksymalną odpowiednio: 136, 143 i 150 KM. Auto było wyposażone w napęd na przednią, jak i na wszystkie osie (AWD).
W roku 1989 zaprezentowano IV generację Mazda 323, jak i modelu GTX (w karoserii BG), a zarazem już ostatnią generację GTX produkowaną do roku 1993. Auto było wyposażone w stały napęd na 4 koła i silnik DOHC 16V (wersja BPT) o pojemności 1840 cm³ z turbosprężarką. Osiągał on moc 163 KM i 216 Nm momentu obrotowego.
W 1991 zaprezentowano wzmocnioną wersje GTX oznaczoną jako GT-R. Był to pojazd skonstruowany aby spełnić wymogi homologacji FIA do grupy A samochodów rajdowych, wyprodukowany w liczbie 2500 egzemplarzy. Zastosowano w niej wzmocnioną w stosunku do GTX skrzynię biegów, przygotowany do znacznie większych obciążeń silnik, oznaczony jako DOHC 16V (wersja BPD) o pojemności 1840 cm³. Zastosowano turbosprężarkę VJ-23. Moc tego samochodu wynosi 186 KM a moment obrotowy 235 Nm w wersji europejskiej i 205 KM / 255 Nm w wersji japońskiej. Z 2200 egzemplarzy Mazdy 323 GT-R, część rocznika 1992 (200 sztuk) wyprodukowano jako model 323 GT-Ae. Zmiany w stosunku do modelu GT-R polegały na pozbawieniu samochodu wygłuszeń i niektórych elementów tapicerskich, skróceniu przełożeń 2. i 3. biegu oraz obniżeniu jego masy do 1180 kg. Auta serii GT-Ae skonstruowano jako podstawy do budowy samochodów rajdowych przez zespoły prywatne, co czyni z egzemplarza niemodyfikowanego kolekcjonerski rarytas.
Mazdy 323 GT-R i GT-Ae znane są jako samochód bardzo łatwy w tuningu, dzięki czemu bez wymiany oryginalnych elementów mechanicznych silnika zdolna jest przekroczyć moc 300 KM.